# Nữ vương Yoshiko
Nữ vương Yoshiko (28 tháng 10 năm 1804 – 27 tháng 1 năm 1893) là em gái của vương tước Tsunahito thuộc nhánh Hữu Tê Xuyên cung (Arisugawa-no-miya), một trong những nhánh họ của Hoàng thất Nhật Bản. Bà kết hôn với Tokugawa Nariaki, lãnh chúa đời thứ 9 của lãnh địa Mito. Bà là mẹ của vị lãnh chúa đời thứ 10 là Yoshiatsu và là mẹ của Tokugawa Yoshinobu, vị Tướng quân thứ 15 và cũng là cuối cùng của Mạc phủ Tokugawa trong lịch sử Nhật Bản.

## Tiểu sử
Nữ vương Yoshiko là con gái thứ mười hai và là con gái út của Vương tước Taruhito với thị nữ Ando Kiyoko. Thuở nhỏ và trước khi được gả đến thành Edo, bà được  gọi bằng ấu danh là Đăng Mỹ Cung (登美宮 Tomi no miya). Sau khi chồng qua đời, bà được ban pháp danh là Trinh Phương Viện (貞芳院 Teihoin), về sau bà được mọi người tôn kính gọi bằng thụy hiệu là Văn Minh Phu nhân (文明夫人 Bummei fujin) khi bà qua đời vào năm 1893 ở tuổi 89 tại Tokyo. Bà được an nghỉ tại đền Zuiryusan, ngôi đền riêng của gia tộc Mito ở tỉnh Ibaraki.
Một trong những chị gái của bà là Nữ vương Takako, đã kết hôn với vị tướng quân thứ mười hai là Tokugawa Ieyoshi, và những người khác đã kết hôn với các lãnh chúa, một người là vợ của lãnh chúa Asano Narikata của lãnh địa Hiroshima, một người làm dâu cho gia tộc Mori cai trị lãnh địa Chōshū.  Năm 1830, năm 27 tuổi, Nữ vương Yoshiko đính hôn với Nariaki, khi ấy đã 37 tuổi và vừa trở thành người thừa kế tước vị Lãnh chúa. Nữ vương Takako, chị gái của Yoshiko là vợ của Tướng quân, được cho là đã sắp xếp cuộc hôn nhân này cho bà, và bà đã ghi chép về nhận xét của Thiên hoàng Ninkou rằng gia tộc Mito đã nổi danh cả về chính trị lẫn giáo dục kể từ khi vị Lãnh chúa tiền nhiệm của Nariaki vẫn đang tại vị. Gia tộc Mito cũng được nhiều người biết tới với việc ủng hộ chế độ phong kiến trong nhiều thế hệ, và Thiên hoàng đã sắp xếp cho quận chúa Yoshiko kết hôn với một lãnh chúa trung thành với chế độ phong kiến.
Khi Nữ vương Yoshiko được gả đến Edo với thân phận mới là vợ của một samurai, bà đã mặc trang phục truyền thống của hoàng thất trong nhiều tuần sau khi kết hôn: bà đã mặc và chụp một bức chân dung khi đang mặc áo choàng Kosode và hakama. Trong một bức thư được đi kèm với bức chân dung đó, Nariaki chỉ gọi vợ mình là Yoshiko chứ không kèm theo tước hiệu của bà trong Hoàng thất trước khi kết hôn hay những cái tên khác.  Nariaki có bốn người vợ, họ đã sinh cho ông 37 người con, và Yoshiko đã hạ sinh người con trai đầu tiên cho ông  (ja), bà cũng đã sinh hạ người con trai thứ bảy, tức Tướng quân Tokugawa Yoshinobu sau khi một đứa con của bà chết non, về sau bà đã sinh hạ người con gái út của Nariaki.
Yoshiko được biết đến là người thông thạo các bộ môn nghệ thuật, đặc biệt là bà vô cùng xuất sắc về thư đạo với việc sáng tác những bài thơ waka truyền thống của Nhật Bản cũng như về bộ môn thư pháp gia truyền của gia tộc Arisugawa. Thêu thùa và chơi đàn koto và đàn hichiriki là một trong những thú vui tao nhã của bà,  low  Sau khi bà chuyển từ vùng Mito đến sống ở Thành Edo, bà thường câu cá dưới dòng sông trong lâu đài.
Vì vốn là em dâu của Ieyoshi, vị tướng quân đời thứ mười hai và từng là một công chúa hoàng gia, những vị chức sắc có thứ bậc cao hơn bao gồm Ii Naosuke và những người ủng hộ ông trong Thành Edo được cho là sẽ để mắt đến bà nếu bà sẽ trở thành cố vấn cho Tướng quân và Thiên hoàng và đưa ra lời khuyên cho họ về các vấn đề chính trị.  Trong khi đó, Nariaki bị buộc tội tham gia phong trào lật đổ chế độ Mạc phủ trong cuộc thanh trừng Ansei, sau đó ông đã bị giam giữ vĩnh viễn ở Mito vào năm 1859, và phải mất ba tháng để được sự đồng ý từ chính quyền cho phép ông chuyển từ Edo đến sống ở Mito. Năm sau, Nariaki qua đời. Yoshiko theo phong tục của một góa phụ samurai thời đó, bà quyết định xuống tóc quy y với pháp danh Trinh Phương Viện  (貞芳院).

## Những năm cuối đời

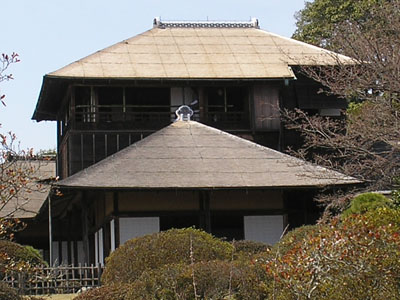
Dinh thự Kobuntei ở thành phố Mito.

Từ năm 1869 đến 1873 (tức từ năm Minh Trị thứ 2 đến năm Minh Trị thứ 6), Yoshiko chuyển đến sống ở dinh thự Kobuntei trong vườn Kairaku-en mà người chồng quá cố của bà đã cho xây dựng. Con trai nuôi của bà, Akitake đã mời Yoshiko đến sống trong dinh thự của ông tại Koume, Tokyo là shimo-yashiki, một trong những dinh thự chính của gia tộc Mito ở Edo. Trong thời gian này, bà chỉ sống với người con đẻ là Yoshinobu, và họ đã trao đổi thư từ cho nhau, một trong những bức thư đó có nột dung rằng: Yoshinobu đã được nhận nuôi trong gia tộc Hitotsubashi khi ông mới mười một tuổi  để có đủ điều kiện kế thừa chức Tướng quân Mạc phủ, do đó ông không còn được coi là hậu duệ trực tiếp của Yoshiko.
Yoshiko phải mất nhiều năm để vượt qua định kiến của các chính trị gia thời Minh Trị cho rằng bà là một người chống chính phủ, vì bà là mẹ của vị Tướng quân cuối cùng trong lịch sử Nhật Bản là Tokugawa Yoshinobu, người đã cho nổ súng chống lại những người ủng hộ chính phủ mới ở Kyoto, không những thế, gia tộc Mito của chồng bà được biết đến là triệt để chống lại việc mở cửa đất nước trong quan hệ đối ngoại và thương mại. Trong thời kỳ Minh Trị, Yoshiko đã bị những người bạn của mình ở Kyoto xa lánh,  nhưng về sau bà đã hán gắn lại mối quan hệ ruột thịt với cháu trai của mình là Vương tước Taruhito của gia tộc Arisugawa (ja) (1835 - 1895). Lúc này bà đã chuyển đến sống ở Tokyo và Vương tước Taruhito đã viết trong nhật ký của mình rằng kể từ sau tháng 1 năm 1873, Yoshiko đã mời ông đến thăm nơi ở của mình, gửi quà khi nghe tin ông bị ốm và khi biết tin về lễ đính hôn của ông vào tháng 6 năm 1873.
Yoshiko đã lấy lại địa vị của mình khi người chồng Nariaki quá cố của bà được truy phong chức quan danh dự là Chính Nhị Vị(ja) vào năm 1873 một cách trang trọng và kỷ niệm dịp này bằng cách trao cho Vương tước Taruhito một món quà mà Naruhito đã tự tay làm. Khi Vương phi Sadako, vợ của Vương tước Taruhito và là con gái nuôi của Yoshiko mất vì bạo bệnh vào năm 1872, Yoshiko vô cùng thương tiếc và bà đã thể hiện điều này bằng việc sắp xếp một cuộc đoàn tụ gia đình bào gồm những đứa con của Nariaki để tham dự lễ tưởng niệm, và đãi ngộ Vương tước Taruhito như một vị khách quý. Trưởng tử của bà là Ikeda Yoshinori (ja), Lãnh chúa miền Tottori, đã mời Akitake (anh ruột của Sadako), Atsuyoshi (con trai của Yoshiatsu), Matsudaira Tadakazu (thuộc lãnh địa Shimabara), Tsuchiya Tsugunao (thuộc lãnh địa Tsuchiura) cùng một số những người khác đến tham dự lễ tưởng niệm. Quận chúa Ei, vợ của Akitake đã tham gia cùng họ, và cũng học trò môn phái thư pháp của Taruhito. 
Thụy hiệu của Yoshiko, Văn Minh Phu nhân (Bummei Fujin) được đề xuất bởi người chồng quá cố Nariaki của bà trước khi ông qua đời.

### Trích dẫn
1. ↑  Akimoto 2008, tr. 162.
2. ↑  Nishimura 1944, tr. 128–138.
3. ↑  Hirota 2012, tr. 185–236.
4. ↑  Takamatsu-no-miyake 1938.
5. 1 2  Anthology 1939, tr. 18.
6. 1 2  Shiba 1998, tr. 129–152.
7. ↑  "Lady Behind the Screen (御簾中 Go-renchū?)" was a honorific originally attached to those of imperial household during Heian period (794 – 1185). As it had propagated among samurai leaders, the Edo government restricted the use under feudal ranking system, and only the first wives of Shoguns as well as those of the lords of prominent Three Families or Gosanke were called with that. Later, the closest Shogun family household was extended to include Gosankyo, first wives of those lords were also called gorenjū: they were married to the heirs in line of Tokugawa Yoshimune's three sons, who had resided at Shimizu, Tayasu, and Hitotsubashi quarters inside the Edo castle properties.
8. ↑  The "recent policy" an intelligent survey officer mentioned in his letter implied to the Treaty of Amity and Commerce signed with the US the month that letter was sent.
9. ↑  Tokugawa Residents 2011, tr. 71–77.
10. ↑  Kirino, Sakujin (1998). "§5 Taikun to ason no hazama de [Being a Taikun and an Ason]". Kokō no shōgun tokugawa yoshinobu: Mito no ko arisugawanomiya no mago ni umarete [Tokugawa Yoshinobu, the solitary Shogun: Born to Mito domain, a grandson of Arisugawa Prince] (bằng tiếng Nhật). OCLC 675593854.
11. ↑  Haga, Noboru; Ichibangase, Yasuko; Nakajima, Kuni; Soda, Koichi (1993). Nihon josei jinmei jiten [Japan Women's Who's Who]. Nihon Tosho Center.NCID BN09249637
12. ↑  Prince Taruhito diary 1935, tr. 7, 11, 27, 45, 83, 202.
13. ↑  Prince Taruhito diary 1935, tr. 213.
14. ↑  Prince Taruhito diary 1935, tr. 221-222.